# Mauricio Flores Ríos
Mauricio Flores Ríos (spanisch Mauricio Flores Ríos; * 10. September 1990 in Valparaíso) ist ein chilenischer Schachspieler.
Die chilenische Meisterschaft konnte er dreimal gewinnen: 2005–2007.  Er spielte für Chile bei drei Schacholympiaden: 2006, 2012 und 2014.
Im Jahr 2015 veröffentlichte er sein erstes Schachbuch „Chess Structures - A Grandmaster Guide“. 
Im Jahr 2007 wurde er Internationaler Meister, seit 2009 trägt er den Titel Großmeister. 
| Hier fehlt eine Grafik, die leider im Moment aus technischen Gründen nicht angezeigt werden kann. Wir arbeiten daran! |